# Trompeta de varas
La trompeta de varas, también conocida como trompeta slide, trombón soprano o trompeta bastarda (en España), es un instrumento de viento-metal de la familia de la trompeta. A lo largo de la historia han existido dos instrumentos diferentes pero llamados de igual forma: la trompeta de varas del siglo XV, cuya parte deslizante era el tubo que sale desde el tudel y se introduce en el cuerpo del instrumento, y la trompeta de varas moderna, que posee una vara deslizante similar a la del trombón.

## Historia
La trompeta de varas comenzó a utilizarse en el Renacimiento. Estaba formada por una prolongación de la boquilla que se unía al primer tubo que se deslizaba unos 40 centímetros, introduciéndose en el cuerpo del instrumento. El movimiento hacia dentro y fuera lo realizaba el instrumento. Con el sistema de la vara se pretendía ampliar el registro del instrumento más allá de la serie armónica. La Iglesia católica aceptó el uso de la trompeta de varas, cosa que hasta entonces no había ocurrido, y se escribieron algunas composiciones en las que se empleaba este instrumento, como son: la Missa trompetta, Ave Virgo o Missa Tubae. 

## Trompeta de varas moderna

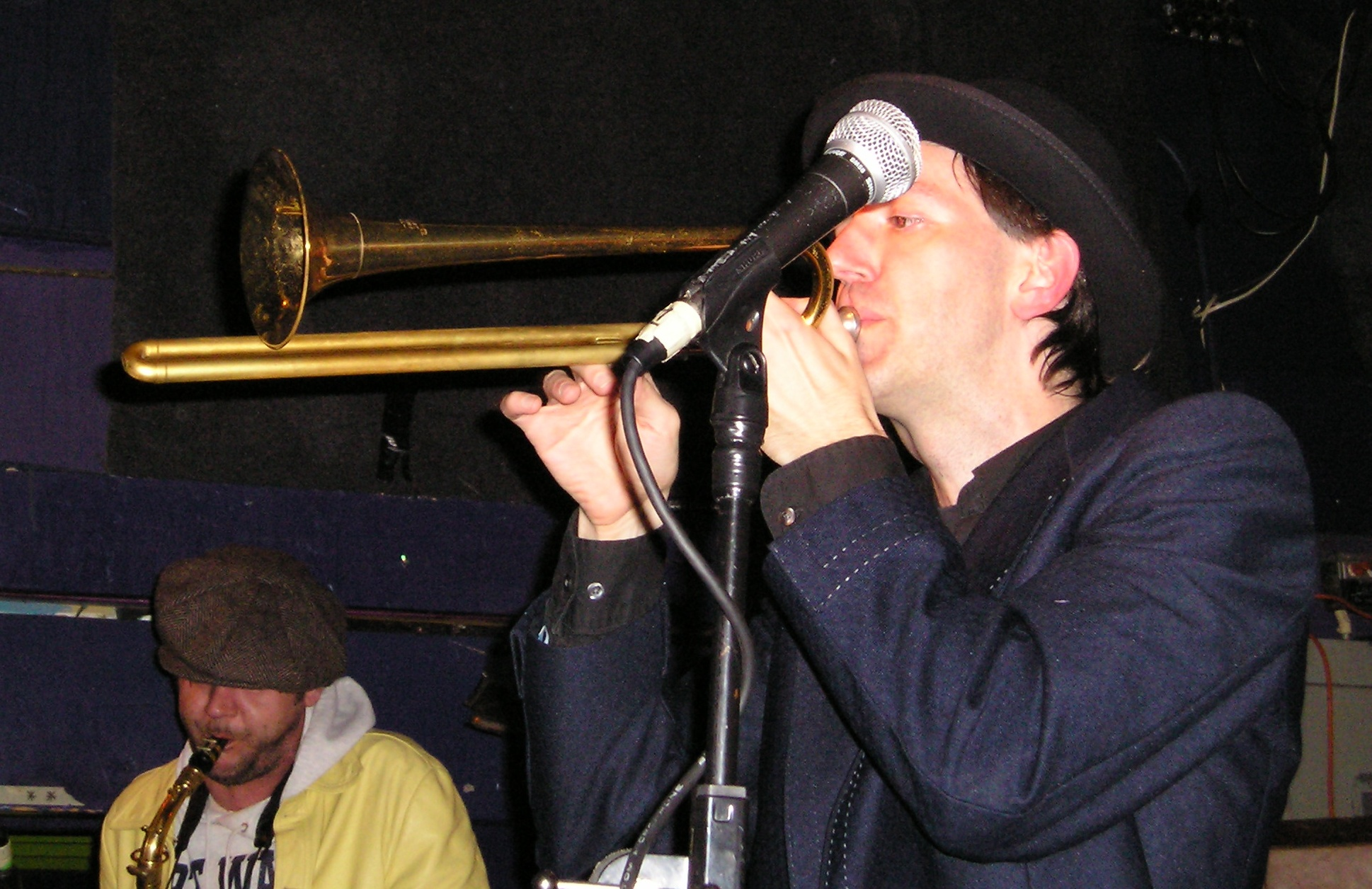
Un trompetista con una trompeta de varas moderna.

En la actualidad existe un instrumento diferente de la trompeta de varas utilizada desde el Renacimiento. Dicha trompeta posee una vara similar a la del trombón que es la que se desliza, al contrario de lo que sucedía con la trompeta antigua en la que la parte deslizante era el tubo del tudel que se introducía en el cuerpo del instrumento. La vara de la trompeta moderna es proporcional al tamaño del instrumento y tiene las siete posiciones de un trombón convencional para las notas musicales. La trompeta de varas moderna tiene un registro exactamente igual a la trompeta tradicional de pistones, pero su ejecución es mucho más lenta comparada con la de los pistones. Normalmente la tonalidad de la trompeta de varas es si♭.
Generalmente, este instrumento está logrado para que niños de muy temprana edad, puedan estudiar el mecanismo de la vara, de cara a tocar el trombón de varas en un futuro.